# Milvus aegyptius
Diều hâu mỏ vàng (Milvus aegyptius) là loài đối lập phi nhiệt đới của diều hâu đen (Milvus migrans), mà nó thường được coi là một phân loài của. Tuy nhiên, các nghiên cứu DNA gần đây cho thấy rằng diều hâu mỏ vàng khác biệt đáng kể với diều hâu đen trong nhánh Á-Âu và nên được coi là một loài riêng biệt.
Có 2 phân loài: M. a. parasitus, được tìm thấy ở hầu hết châu Phi Hạ Sahara (bao gồm cả Madagascar), ngoại trừ lưu vực Congo (có di cư nội châu Phi) và M. a. aegyptius của Ai Cập, tây nam Ả Rập và vùng Sừng châu Phi (phân tán về phía nam trong mùa không sinh sản).

## Mô tả
Theo gợi ý từ tên gọi của nó, diều hâu mỏ vàng dễ dàng được nhận ra bởi cái mỏ màu vàng hoàn toàn của nó, không giống như diều hâu đen (có mặt ở châu Phi với tư cách là du khách trong mùa đông Bắc bán cầu). Tuy nhiên, những con diều hâu mỏ vàng chưa trưởng thành có ngoại hình giống với những con diều hâu đen ở độ tuổi tương ứng.

## Tình trạng
Nó chủ yếu là một loài di cư sinh sản bên trong châu Phi, hiện diện ở Nam Phi từ tháng 7 đến tháng 3 và đôi khi vào cuối tháng 5. Nó nói chung là một loài phổ biến. Không có mối đe dọa nào đối với loài này như IUCN đã nêu, một phần là do nó vẫn chưa được tách ra khỏi loài diều hâu đen.

## Môi trường sống và chế độ ăn
Chúng được tìm thấy ở hầu hết các môi trường sống, bao gồm cả các công viên ở ngoại ô, nhưng hiếm gặp ở Namib và Karoo khô cằn. Chúng ăn nhiều loại động vật có xương sống nhỏ và côn trùng, phần lớn trong số đó là xác thối.

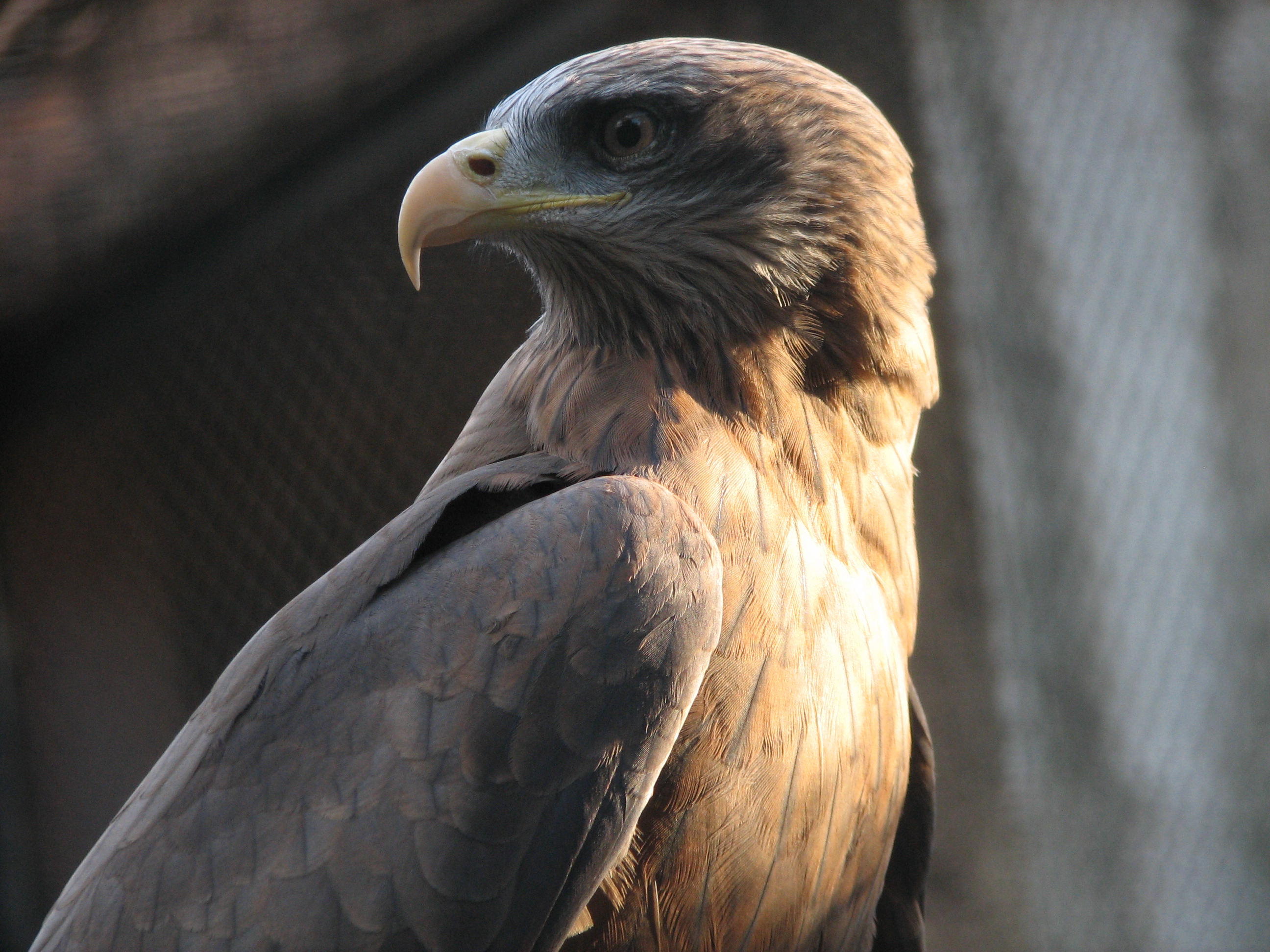
At Tsimbazaza Zoo, Madagascar
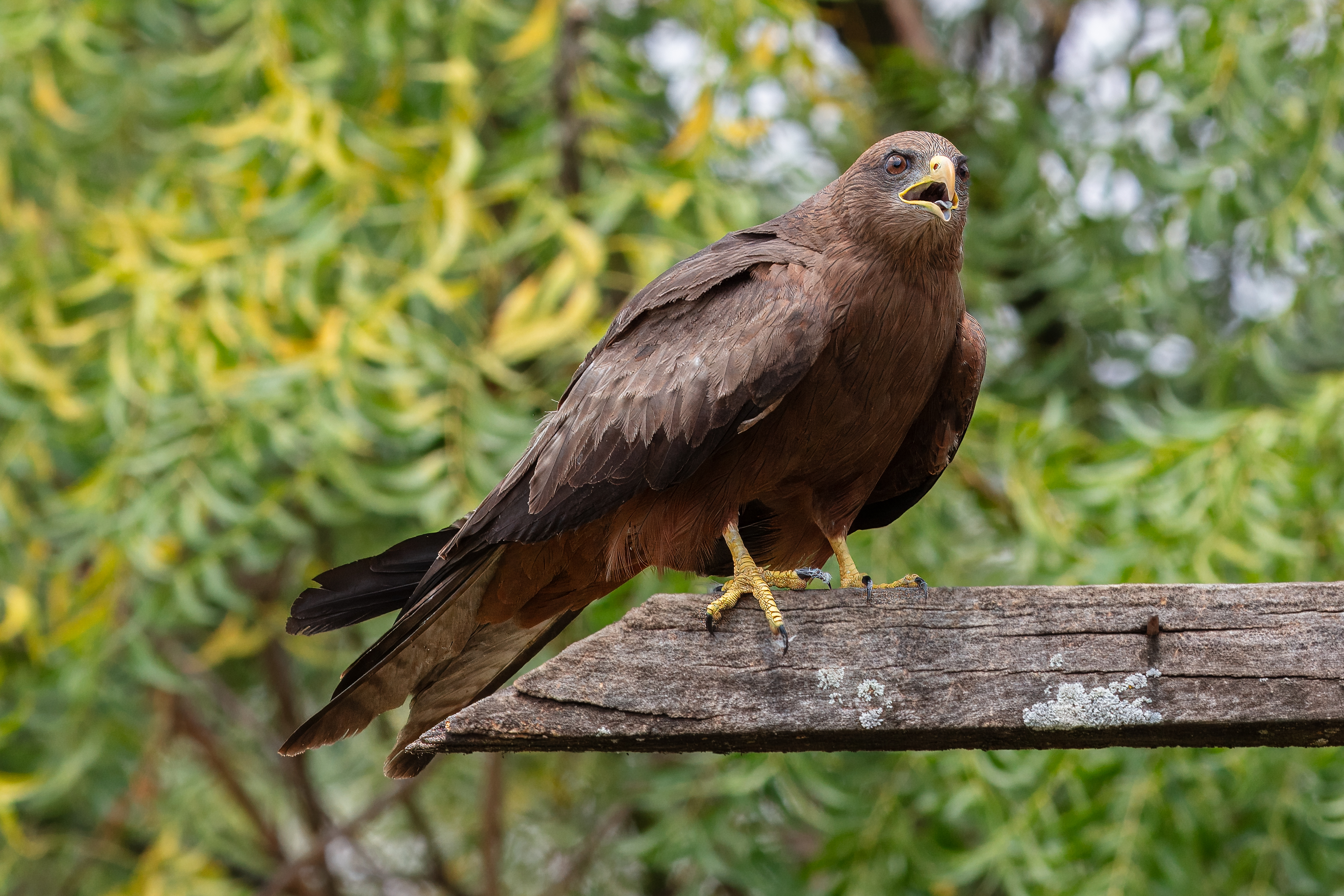
Milvus aegyptius parasitus
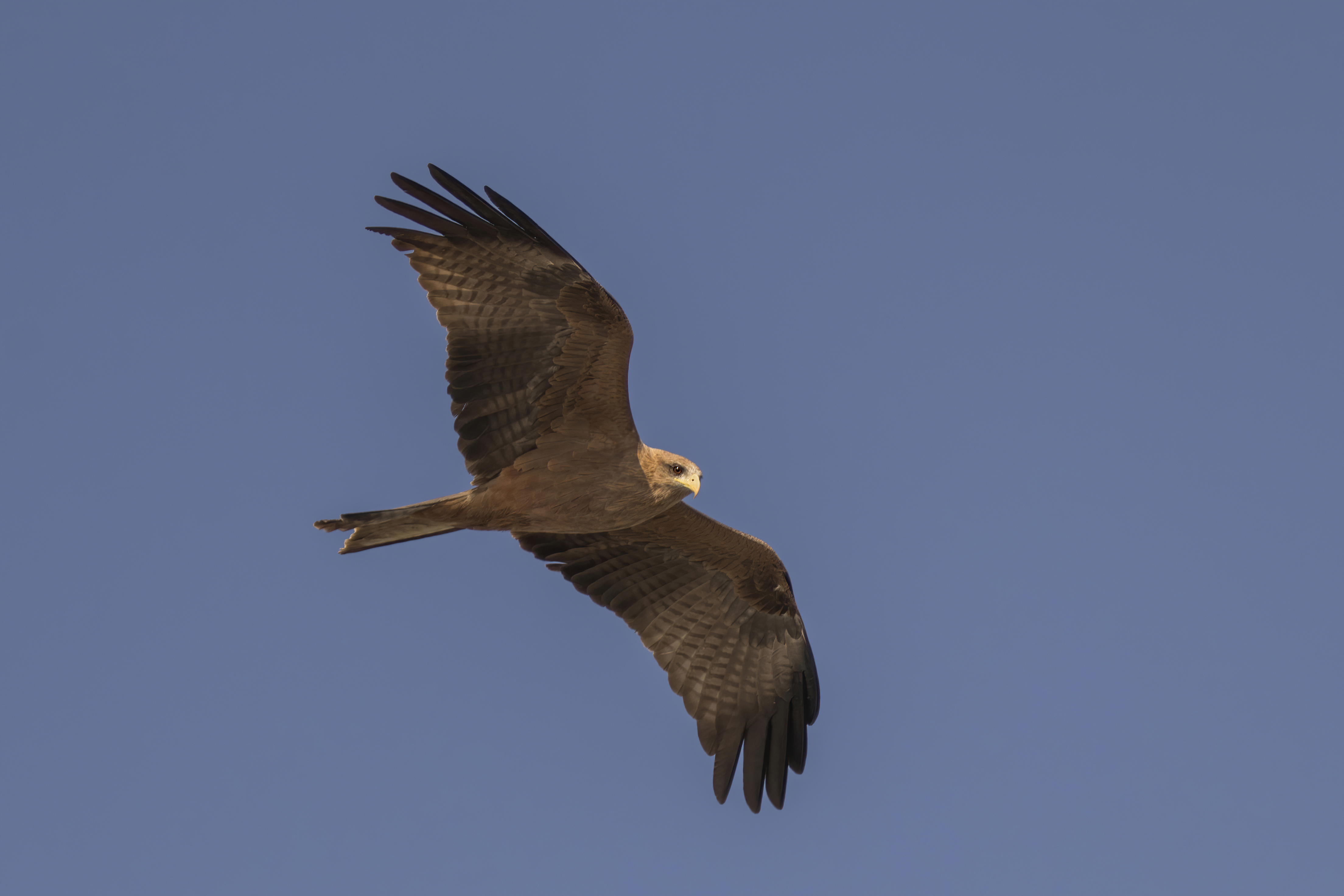
M a. aegyptius, in flight, Ethiopia
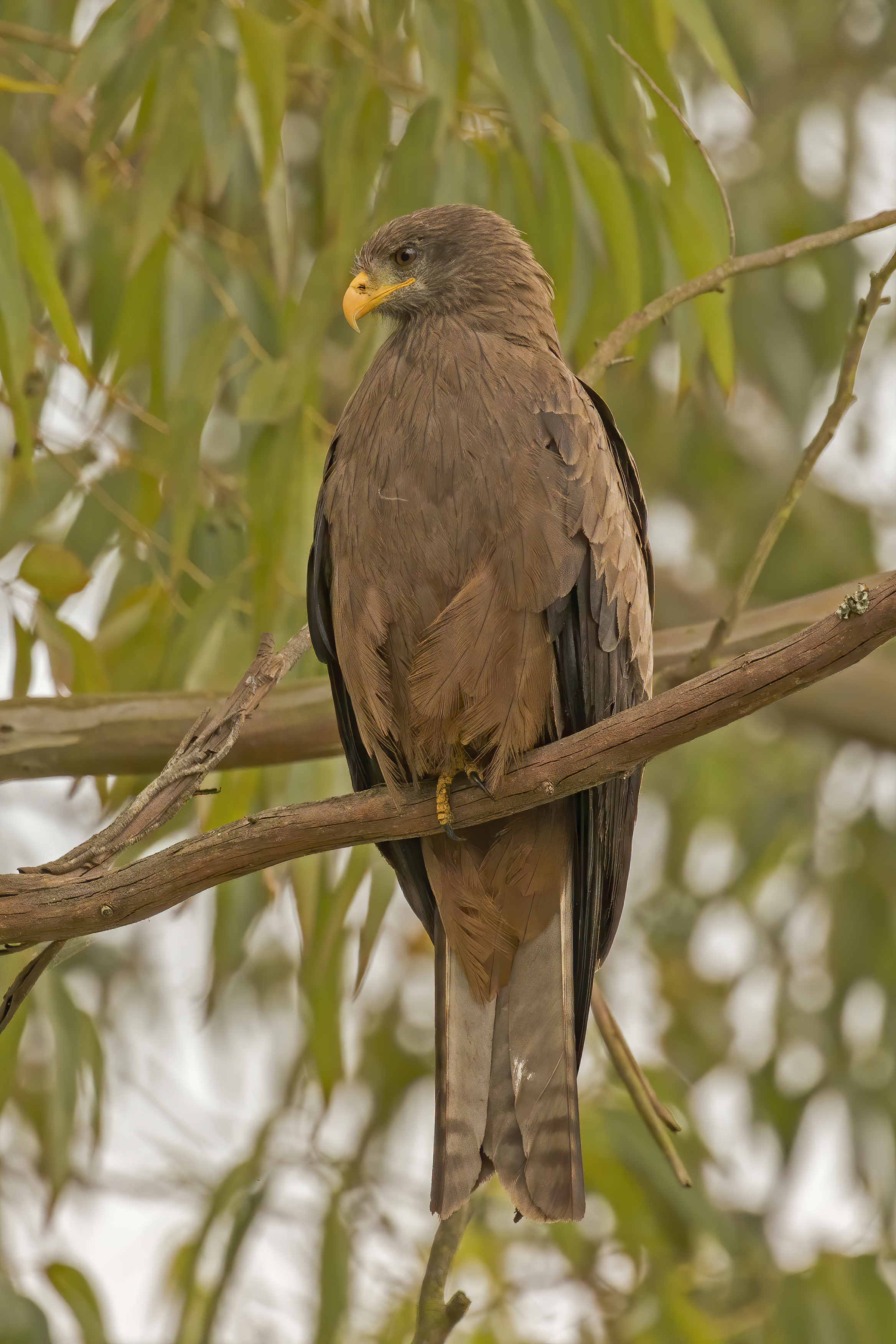
Milvus aegyptius parasitus, Lake Bunyonyi, Uganda
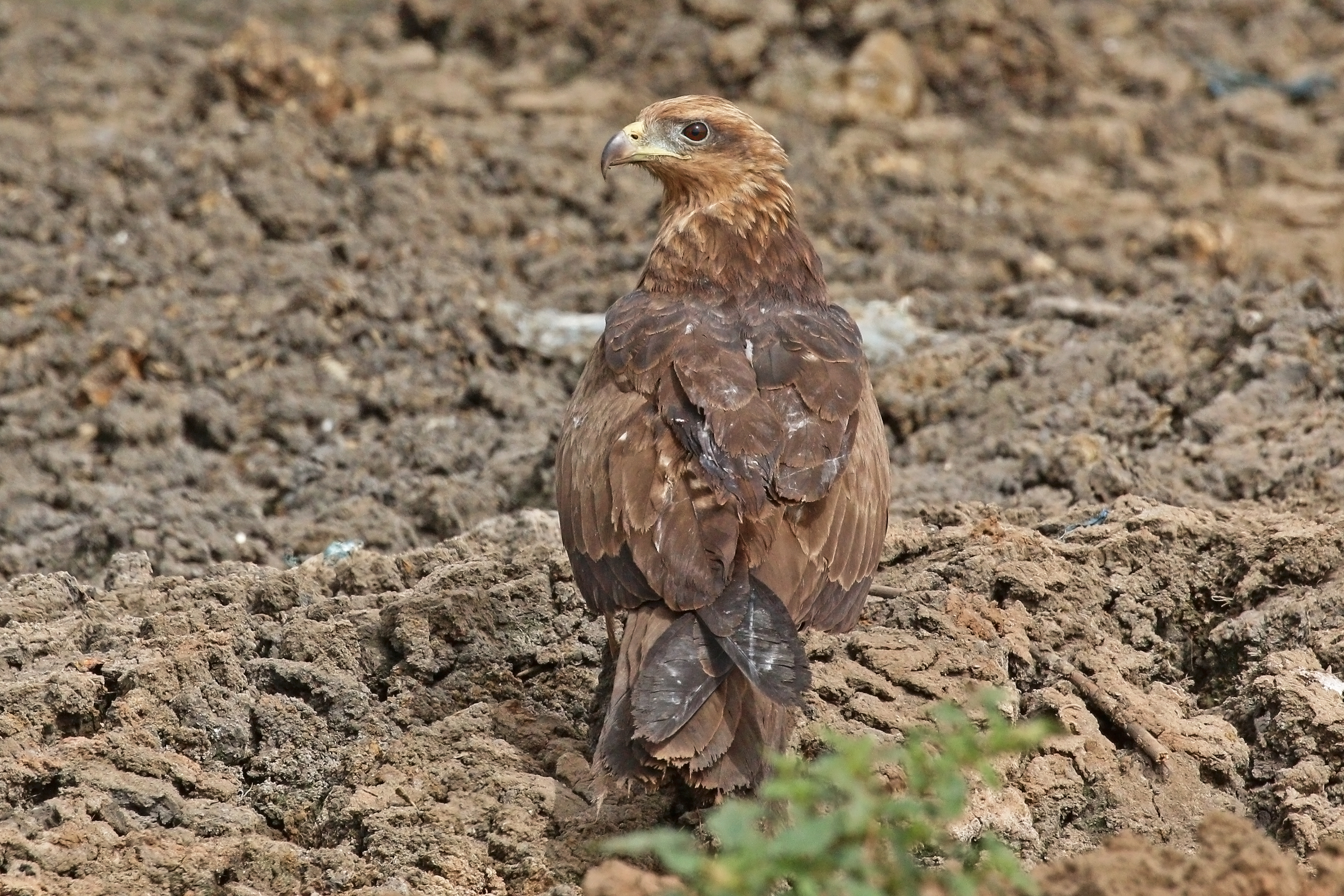
juvenile Milvus aegyptius parasitus, The Gambia